# الحزب التقدمي الجديد (بورتوريكو)
الحزب التقدمي الجديد (بالإسبانية: Partido Nuevo Progresista)‏ من أهم الأحزاب السياسية في بورتوريكو ويعتبر لويس فورتونيو حاكم الجزيرة أهم أعلامه.